# Lyana Grani
Lyana Grani, o Liana (Bolonya, 1910 - ?), fou una soprano italiana.
Va debutar el 1930 al Teatre Comunale de Bolonya i va aparèixer durant els anys següents en nombrosos teatres d'òpera a Itàlia. La Temporada 1933-1934 va cantar al Gran Teatre del Liceu de Barcelona.